# Paul Eckert
Paul Eckert (ur. 9 września 1990) – niemiecki narciarz dowolny, specjalizujący się w skicrossie. Po raz pierwszy na arenie międzynarodowej pojawił się 21 grudnia 2008 roku w Grasgehren, gdzie w zawodach Pucharu Europy zajął 47. miejsce. W Pucharze Świata zadebiutował 14 marca 2009 roku w Meiringen, zajmując 64. miejsce. Pierwsze punkty wywalczył 18 grudnia 2010 roku w Innichen, gdzie był trzynasty. Na podium zawodów PŚ po raz pierwszy stanął 15 lutego 2015 roku w Åre, kończąc rywalizację na trzeciej pozycji. W zawodach tych wyprzedzili go tylko Francuz Jean Frédéric Chapuis i Alex Fiva ze Szwajcarii. W 2015 roku zajął czwarte miejsce na mistrzostwach świata w Kreischbergu, przegrywając walkę o podium ze Szwedem Victorem Öhlingiem Norbergiem. Na rozgrywanych trzy lata później igrzyskach olimpijskich w Pjongczangu był osiemnasty.

## Osiągnięcia

### Igrzyska olimpijskie
| Miejsce | Dzień     | Rok  | Miejscowość | Konkurencja | Zwycięzca   |
| ------- | --------- | ---- | ----------- | ----------- | ----------- |
| 18.     | 21 lutego | 2018 | Pjongczang  | Skicross    | Brady Leman |

### Mistrzostwa świata
| Miejsce | Dzień       | Rok  | Miejscowość   | Konkurencja | Zwycięzca             |
| ------- | ----------- | ---- | ------------- | ----------- | --------------------- |
| 20.     | 4 lutego    | 2011 | Deer Valley   | Skicross    | Christopher Del Bosco |
| 4.      | 25 stycznia | 2015 | Kreischberg   | Skicross    | Filip Flisar          |
| 23.     | 18 marca    | 2017 | Sierra Nevada | Skicross    | Victor Öhling Norberg |
| 18.     | 2 lutego    | 2019 | Solitude      | Skicross    | François Place        |

### Puchar Świata

#### Miejsca w klasyfikacji generalnej
- sezon 2010/2011: 95.
- sezon 2011/2012: 130.
- sezon 2012/2013: 188.
- sezon 2013/2014: 147.
- sezon 2014/2015: 18.
- sezon 2015/2016: 75.
- sezon 2016/2017: 123.
- sezon 2017/2018: 35.

#### Miejsca na podium w zawodach
1. Åre – 15 lutego 2015 (skicross) – 3. miejsce
2. Megève – 14 marca 2015 (skicross) – 3. miejsce
3. Pjongczang – 28 lutego 2016 (skicross) – 2. miejsce
4. Nakiska – 20 stycznia 2018 (skicross) – 1. miejsce